# グラシャ＝ラボラス

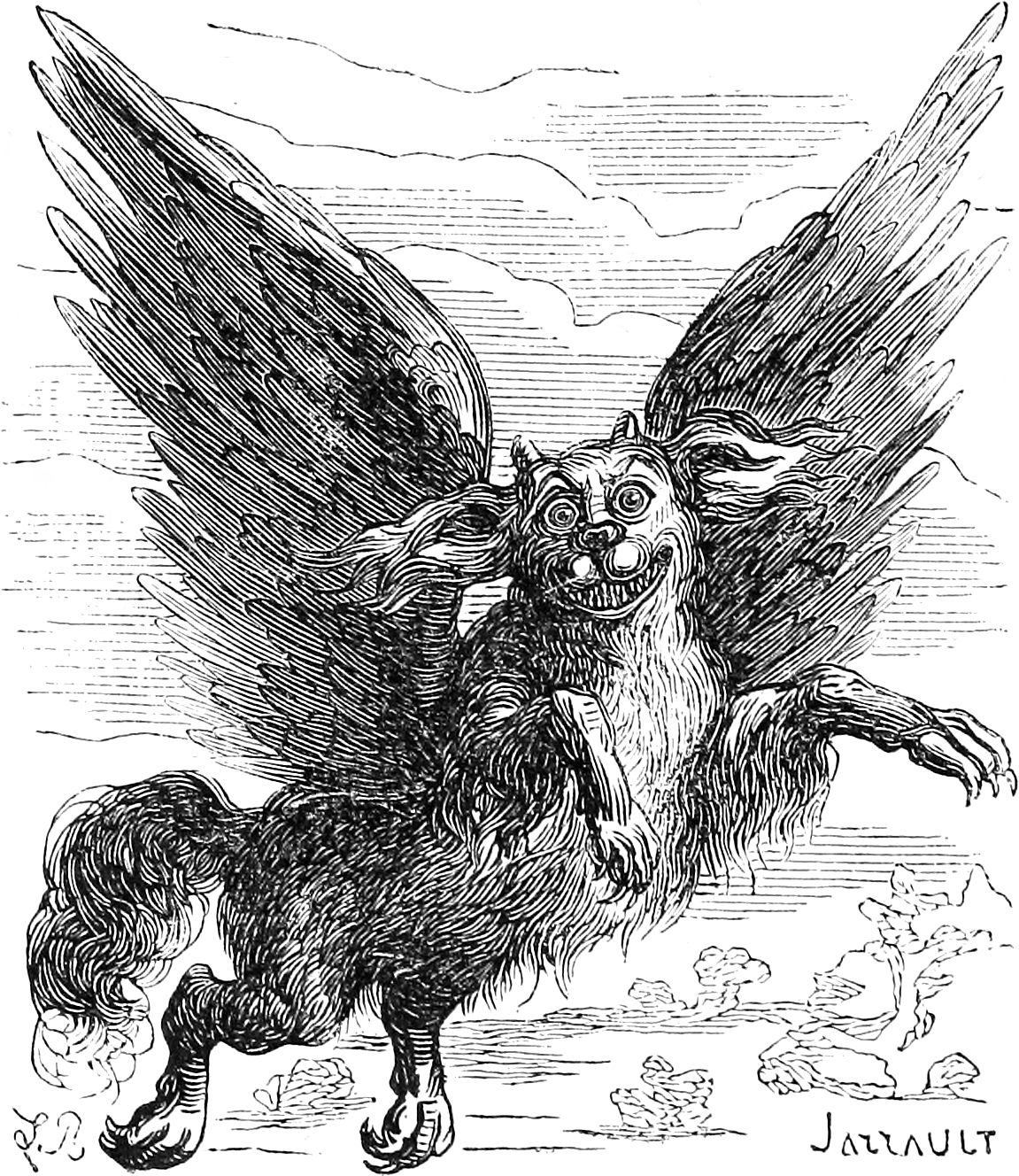
コラン・ド・プランシー著『地獄の辞典』第6版（1863年）「カークリノラース」の項の挿絵

グラシャ＝ラボラス（Glasya-Labolas）は、悪魔学における悪魔の一人。

## 概要
カークリノラース（Caacrinolaas）、カーシモラル（Caassimolar）とも呼ばれる。『ゴエティア』によると、36の軍団を指揮する序列25番の大総裁。
『大奥義書』によれば、ネビロスの支配下にあるという。『地獄の辞典』では、「ネビロス（あるいはナベルス）がときどき乗用に使う従僕にすぎぬとされている。」と紹介されている。
召喚されると、グリフォンのごとき翼を持った犬の姿で現れるという。人文科学の知識を与える一方で、殺戮の達人でもある。過去と未来のことをよく知り、また、人を透明にする力も持っている。